# Jaroslav Toť
Jaroslav Toť (5. února 1935 Praha – 19. září 2005 Praha) byl český filmový a divadelní herec, a také ředitel Středočeského divadla Kladno a Mladá Boleslav.

## Citát
| „            | Přišel jako první. Poslal ho za mnou Pavel Háša a to pro mne byla záruka nad jiné spolehlivá. S Jaroslavem Toťem jsme si rozuměli od první chvíle. Přijal jsem funkci jakéhosi ambulantního šéfa činohry na poloviční úvazek. Po dvě sezóny jsem ji skutečně zastával, dokud mne cesty do Kladna a Mladé Boleslavi nezačaly příliš unavovat. Byl tam dobrý soubor, byli tam dobří režiséři, sám Toť byl profesionál na slovo vzatý. | “ |
| — Ota Ornest | |   |

## Filmografie
- 2003 – Bankrotáři (TV film)
- 2001 – Jak ukrást Dagmaru
- 1995 – Divoké pivo
- 1990 – Ukradený kaktus (TV film)
  - – Vlci (TV film)
- 1989 – Dlouhá míle (TV seriál)
  - – Dobrodružství kriminalistiky (TV seriál)
- 1988 –  Bronzová spirála (TV film)
- 1987 – O zatoulané princezně
- 1976 – Noc klavíristy
- 1973 – Jezdec formule risk
- 1954 – Botostroj
  - – Stříbrný vítr